# Jean-Didiace Bémou
Jean-Didiace Bémou, född 7 april 1959, är en friidrottare från Kongo-Brazzaville. Han deltog vid olympiska sommarspelen 1984 och olympiska sommarspelen 1988.